# Remigiusz Kaszubski
Remigiusz Witold Kaszubski (ur. 6 stycznia 1970 w Gostyninie, zm. 24 lutego 2012 w Świerczku) – polski prawnik, doktor habilitowany nauk prawnych, ekspert z zakresu prawa bankowego, nadzoru bankowego, bankowości elektronicznej, bezpieczeństwa transakcji elektronicznych, systemów płatniczych i gospodarki elektronicznej.

## Życiorys
W 1994 ukończył studia prawnicze na Uniwersytecie Warszawskim. W 1998 doktoryzował się tamże, a w 2007 habilitował na podstawie monografii Funkcjonalne źródła prawa bankowego publicznego. Studiował także na George Washington University. Pracował w Generalnym Inspektoracie Nadzoru Bankowego. Był dyrektorem w Związku Banków Polskich. Nauczyciel akademicki Instytutu Nauk Prawno-Administracyjnych Uniwersytetu Warszawskiego. Członek Zespołu Nauk Społecznych i Prawnych Polskiej Komisji Akredytacyjnej. Wypromował jedną doktorkę.
Odznaczony przez Prezesa NBP Odznaką Zasłużony dla Bankowości Rzeczypospolitej Polskiej. Pośmiertnie odznaczony Srebrnym Medalem za Zasługi dla Policji.
Jest patronem nagrody ustanowionej przez Zarząd Związku Banków Polskich.
Zginął w wypadku samochodowym wraz z żoną Moniką i jednym z trzech synów. Pochowany na cmentarzu w Otwocku.